# Harmony Cats (álbum de 1982)
Harmony Cats é um álbum do grupo homônimo, lançado em 1982. Trata-se do primeiro lançamento do conjunto com a formação do trio: Vivian, Maria Amélia e Sylvia Cremona. OBteve ótima repercussão no Brasil e emplacou singles de sucesso. 
Após mais de 30 anos do lançamento original (em LP e K7) foi relançado em 2018 no formato CD, pelo selo independente Discobertas.

## Produção e lançamento
Após a saída de Cidinha, Rita Kfouri e Juanita, o grupo passou a ser formado apenas por Vivian, Maria Amélia e Sylvia Cremona, nessa fase o conjunto atingiu o auge da popularidade no Brasil. 
O disco inclui 12 canções das quais sete são versões de canções estrangeiras, entre as quais destacam-se: "M'Innamoro Di Te", do trio italiano Ricchi e Poveri, lançada originalmente em 1981. Para essa versão o trio fez um dueto com o cantor Gilliard chamado de "Eu Amo Amar Você", lançada como música de trabalho, que ficou entre as mais tocadas nas rádios (AM) brasileiras naquele ano.
Outra versão é a da canção "Sing Along With The Juke-Box", cantada originalmente pela dupla francesa Ottawan, em seu segundo álbum, de 1981. A música foi lançada como single e apresentada em programas como o Balão Mágico, da Rede Globo, e tornou-se mais uma sucesso de rádio.
Entre as canções inéditas destaca-se "Estrela Amiga", composta por Carlinhos Borba Gato e lançada como single do disco, a música tornou-se mais um sucesso de rádio naquele ano.
A promoção ocorreu primeiro no Rio de Janeiro e em São Paulo e depois seguiu por todo o país.
Após a turnê promocional brasileira, o grupo partiu para divulgação em outros países, como em Toronto, no Canadá, onde se apresentaram junto com o cantor português Roberto Leal, em show promovido pelo Hotel Sheraton.

## Recepção
Obteve ótimo desempenho comercial e foi certificado com um disco de ouro, recebido no programa do Chacrinha.

## Lista de faixas
- Créditos adaptados do encarte do LP Harmony Cats.[11]

| N.º | Título                                                                    | Compositor(es)                                        | Duração |  |
| 1.  | "Bate Bate"                                                               | Maria Amélia                                          | 3:05    |  |
| 2.  | "A Terra do Faz-de-conta" (The Land Of Make Believe)                      | Hill Sinfield Maria Amélia                            | 3:35    |  |
| 3.  | "Eu Amo Amar Você" (M'Innamoro Di Te)                                     | Cristiano Minellono Dario Farina Gilliard Sylvia      |         |  |
| 4.  | "Estrela Amiga"                                                           | Carlinhos Borba Gato                                  | 2:59    |  |
| 5.  | "Sonho de Amor" (I Have You)                                              | Richard Carpenter John Bettis Maria Amélia            | 3:12    |  |
| 6.  | "Rum Com Coca-Cola"                                                       | P. Baron I. Sullivan M. Amsterdam Vivian Maria Amélia | 3:07    |  |
| 7.  | "Um Viva Às Crianças" (Sing Along With The Juke-Box)                      | Daniel Vangarde Jean Kluger Maria Amélia              | 3:14    |  |
| 8.  | "A Felicidade É Fácil de Achar" (One More Little Kissie)                  | Janschen Maria Amélia                                 | 3:24    |  |
| 9.  | "Marrakesh"                                                               | M. Cretu M. Kunze Kátia Maria Márcio Moreira          | 3:24    |  |
| 10. | "Eu Nunca Fui Feliz" (I've Never Been To Me)                              | R. Miller K. Hirsch Vivian                            | 3:33    |  |
| 11. | "O Sonho Acabou"                                                          | Gilliard                                              | 2:17    |  |
| 12. | "Não Feche A Porta Para O Amor" (When Love Comes Knockin' (At Your Door)) | Neil Sedaka Carole Bayer Sager Carlinhos Borba Gato   | 2:06    |  |